# Praia dos Olhos de Água
A Praia de Olhos de Água é uma praia da freguesia de Olhos de Água, no município de Albufeira, cujo nome evidencia a existência de várias nascentes de água doce na praia, à beira mar e dentro do mar, particularmente acessíveis na maré-baixa.
Esta pequena e pacata vila de origem tipicamente piscatória transfigura-se no Verão, quando lhe falta o espaço para acolher a multidão. Todos os anos a vila cresce para norte, tentando acolher o crescente número de visitantes, sofrendo uma inevitável descaracterização. A água é calma e o areal exíguo costuma estar ocupado por algumas embarcações.